# 吳璇
吳璇（16世紀—17世紀），字叔度，號玄珠，南直隸常州府宜興縣人，明朝、南明政治人物。

## 生平
吳璇品行端莊，恥於流俗，為諸生時得巡按御史端方推薦，崇禎九年（1636年）中舉人，十六年（1628年）成進士，吏部觀政，十七年獲授戶部福建司主事，理江北餉。他處事精敏，學識豐富，驅逐遊兵，設立保甲，官銀不入庫、駐扎不越宿，得史可法薦任弘光朝廷的職方員外郎，與蔣臣參史可法軍。
南京失陷，吳璇不再入城市，推辭清朝閣部的薦任。

## 家族
曾祖吳棖，封太常博士。祖父吳道宏，例监，授上林苑监正。父吳世寧，冠带儒士

## 引用
1. 1 2  錢海岳《南明史·卷三十四·列傳第十》：同（蔣臣）時參可法軍者：……吳璇，字叔度，宜興人。崇禎十六年進士。授戶部主事，理江北餉，驅遊兵，立保甲。可法薦職方員外郎。南京亡，足跡不入城市，閣部交薦不就。
2. ↑  嘉慶《宜興縣志·卷七·選舉》：崇禎九年丙子（舉人）……吳璇 癸未進士
3. ↑  嘉慶《宜興縣志·卷八·人物》：吳璇，字叔度，崇禎癸未成進士。授戶部主事兼兵部，有精心敏手，學富才優之目。鼎革後遯歸屏跡，不入城市，閣部交薦卒不就。 參《鳴鶴堂文集》
4. ↑  四庫全書《江南通志·卷一百六十八·人物誌·隱逸一》：吳璇，字叔度，宜興人。幼立品行，恥儕流俗，為諸生時巡按御史以端方薦，後舉崇禎癸未進士，差理江北餉，驅游兵、立保甲，銀不入庫、解不越宿，史可法特薦之；入國朝足跡不入城市，閣部交薦不就。
5. ↑  《崇禎十六年癸未進士三代履歷》：吳璇，玄珠，書二房，癸丑年七月十七日生。宜兴人，丙子八十七名，會試五十二名，二甲三十四名。吏部觀政，甲申授户部福建司主事。